# Dioryctria resiniphila
Dioryctria resiniphila is een vlinder uit de familie snuitmotten (Pyralidae). De wetenschappelijke naam is voor het eerst geldig gepubliceerd in 1997 door Segerer & Prose.
De soort komt voor in Europa.